# Rimner

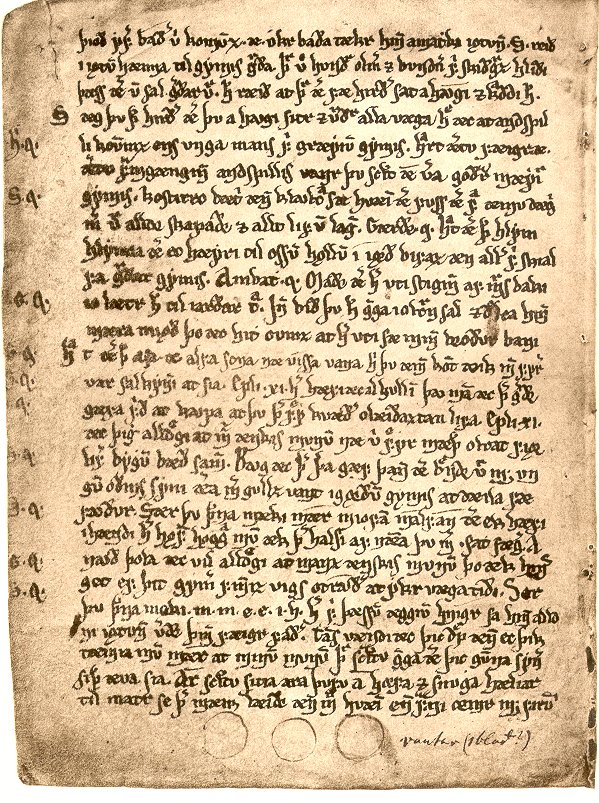
En sida från Sången om Skirner i den poetiska Eddan.

Rimner (Hrímnir) är en jätte som ofta nämns i fornnordisk mytologi. Han omnämns ibland som Bergelmer, osäkert om det är samma Rimner.
I Hyndlas sång (Hyndluljóð) vers 32 står att han är far till Heid (Heiðr) och Rosstjuf (Hrossþjófr).
Han nämns i Sången om Skirner (Skírnismál) vers 28.
Han står med i listan över jättar i Namntulorna (Nafnaþulur), en del av den prosaiska Eddan.
I Völsungasagan står det att han är far till Ljod (Hljóð), som Frigg sänder till Rerir med gudarnas äpple som gör det möjligt för hans fru att bli havande med Völsung. Senare skickar Rimner Ljod för att bli Völsungs fru. Detta liknar berättelsen om Peredur i Artursagan, och den skotska folksagan "The Sea Maiden."
I Grim Lodenkinns saga (loðinkinna), är han far till jättinnorna Feima och Kleima och hans hustrus namn är Hyrja.
Rimner kan betyda antingen "den som är täckt med rimfrost" eller "den sotige". Det är inte klart om namnet är avsett att framkalla frosten ifrån jättar eller rimtursar.